# Afrykański Medal Wojenny
Medal Wojenny Afrykański (fr. Médaille de la Guerre Africaine, fl. Afrikaanse Oorlogsmedaille) – belgijskie wojskowe odznaczenie państwowe nadawane za służbę wojskową na terenie kolonii belgijskich w Afryce w okresie II wojny światowej.

## Historia
Medal został ustanowiony dekretem księcia regenta Belgii Karola w dniu 30 stycznia 1947 roku dla wyróżnienia oficerów  i żołnierzy belgijskich oddziałach kolonialnych służących w okresie od 10 maja 1940 do 7 maja 1945 roku na terenie afrykańskich kolonii belgijskich oraz biorących udział w działaniach zbrojnych na terenie Afryki i Azji.

## Zasady nadawania
Zgodnie ze statutem medal nadawany był oficerom i żołnierzom służącym w belgijskich oddziałach kolonialnych na terenie Afryki przez co najmniej rok w okresie od 10 maja 1940 do 7 maja 1945 roku. Medal ten nadawany tak był nadawany także za służbę na terenie Bliskiego Wschodu i Birmy.
Oprócz medalu nadawano także okucia do niego, które przyznawano za co najmniej 6 miesięczną służbę na terenach poza koloniami, a nazwa obszarze wymieniona była na okuciu. Zgodnie ze statutem były cztery rodzaje okuć:
- NIGERIE – obszar Nigerii
- MOYEN-ORIENT – obszar Bliskiego Wschodu
- MADAGASCAR – obszar Madagaskaru
- BIRMANIE – obszar Birmy

Dodatkowo oficerowie i żołnierze lotnictwa służący w jednostkach bojowych lub transportowych mogli umieszczać okucie w postaci miniaturki znaku lotnictwa belgijskiego wykonaną z brązu.

## Opis odznaki
Odznakę medalu jest prostokąt z zaokrąglonymi kątami o szer. 33 mm i wysokości 52 mm wykonany z brązu.
Na awersie medalu w środku we wklęsłej tarczy znajdują się głowy dwóch żołnierzy kolonialnych wojsk belgijskich – żołnierz tubylczy w kepi i żołnierz belgijski w hełmie typu francuskiego. Poniżej znajdują się daty 1940 i 1945. Pod popiersiem żołnierza afrykańskiego znajduje się napis DUPAGNE
Rewers odznaki jest gładki.
Medal zawieszony jest na wstążce o szer. 37 mm koloru jasnoniebieskiego, z trzema paskami koloru żółtego, w środku o szer. 5 mm i dwa o szer. 3 mm. Na wstążce mogły być umieszczane cztery rodzaje okuć z napisami: NIGERIE, MOYEN-ORIENT, MADAGASCAR i BIRMANIE oraz miniaturowy wykonany z brązu symbol lotnictwa belgijskiego.